# Cesare Majoni
Cesare Majoni (Cortina d'Ampezzo, 15 agosto 1946) è un giocatore di curling italiano, atleta del Curling Club Dolomiti.

## Carriera agonistica

### Nazionale
Il suo esordio con la nazionale italiana di curling è stato il campionato europeo del 1980, disputato a Copenaghen, in Danimarca: in quell'occasione l'Italia si piazzò al settimo posto.
In totale Cesare vanta 11 presenze in azzurro.
CAMPIONATI
Nazionale assoluta:
- Europei
  - 1980 Copenaghen ( Danimarca) 7°

### Campionati italiani
Majoni ha preso parte ai campionati italiani di curling con il Curling Club Dolomiti.